# 教科用図書

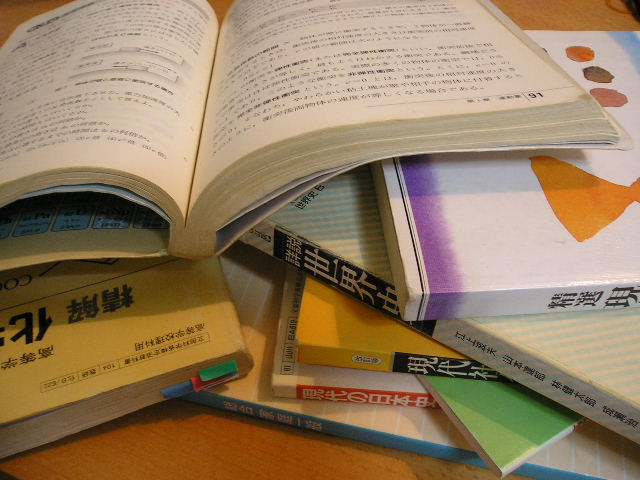
高等学校の教科用図書

教科用図書（きょうかようとしょ）は、日本の学校教育法に基づいて、初等教育・中等教育・高等教育において主たる教材として使用される図書のことである。「教科書」とも呼ばれるが、「教科書」には「教科書に準ずるもの」として「地図」が含まれること（この場合の「地図」は、「教科書」として法令上みなされている）、また、一部に「教科書以外の教科用図書」（この場合の図書は「教科書」とはされていない）が使用されていることに留意を要する。

## 概要
教科用図書については、元々、学校で教科を教えるために用いられたことから、教科書とも呼ばれることが多い。
初等教育・中等教育の学校では、文部科学省（旧文部省）が公示する「教科用図書検定基準」に合致した教科用図書を使用しなければならない。なお、教科用図書検定基準においては、学習指導要領に準拠することが示唆されている。教科用図書には、文部科学省の教科用図書検定に合格した「文部科学省検定済教科書」（いわゆる検定済教科書）や「文部科学省著作教科書」、あるいはそのどちらにも属さない「教科書以外の教育用図書」（いわゆる附則第9条図書）がある。
ただし、授業における副教材や児童・生徒の自己学習においては、文部科学省が発行に全く関与していない検定外教科書も用いられることもある。
高等教育（大学・短期大学・高等専門学校など）や専修学校、各種学校（朝鮮学校など）の授業で主たる教材については、文部科学省による検定はない。これらについては教科書の項目を参照のこと。

## 「教科用図書」の定義
教科用図書の定義としては、「教科用図書検定規則」平成元年文部省令第20号の第2条に、『「教科用図書」とは、小学校、中学校、中等教育学校、高等学校並びに特別支援学校の小学部、中学部及び高等部の児童又は生徒が用いるため、教科用として編修された図書をいう』と定められている。 
また、教科用図書のうち、特に文部科学大臣の検定を経たもの、または文部科学省が著作の名義を有するものは、教育法令でいう「教科書」とされ、教科書の発行に関する臨時措置法（昭和23年法律第132号）の第2条第1項には、『「教科書」とは、小学校、中学校、高等学校、中等教育学校及びこれらに準ずる学校において、教科課程の構成に応じて組織排列された教科の主たる教材として、教授の用に供せられる児童又は生徒用図書であつて、文部科学大臣の検定を経たもの又は文部科学省が著作の名義をするものをいう』 と定められている。

## 教科用図書使用の原則と例外
小学校、中学校、中等教育学校、高等学校並びに特別支援学校の小学部、中学部及び高等部の課程では、原則として、文部科学大臣の検定（教科用図書検定）を経たもの（文部科学省検定済教科書）、または文部科学省が著作の名義を有するもの（文部科学省著作教科書）を使用しなければならない（学校教育法第21条・第40条・第51条・第51条の9・第76条）。
ただし、高等学校、中等教育学校の後期課程、特別支援学校並びに特別支援学級においては、当分の間、文部科学省検定済教科書および文部科学省著作教科書が存在しないときに、これらの教科書以外の教育用図書を使用することができる（学校教育法附則第9条（旧学校教育法第107条）など）。いわゆる「附則第9条図書」（旧「第107条図書」）などである。

## 教科用図書の発行・流通
文部科学省検定済教科書は、普通は民間の出版社などが制作・検定合格を経た後、発行・販売を行う。文部科学省著作教科書も同様で、同省が競争入札を行い、入札した出版社が制作・発行・販売を行う。
これらの教科用図書は、普通は発行・販売する出版社から、各都道府県の教科書特約供給所または大取次会社を経て、教科書供給業者（一般的に書店との兼業が多い）を介して各学校や児童・生徒に流通する。一部の店舗（三省堂書店神田本店など）を除いて、取り寄せ注文を経ない一般への販売はほとんどされていない。

### 無償配布
義務教育諸学校の教科用図書の無償に関する法律および義務教育諸学校の教科用図書の無償措置に関する法律の規定により、義務教育諸学校（（学校教育法（昭和22年法律第26号）に規定する公立小学校と中学校並びに特別支援学校の小学部及び中学部）で使用される教科用図書については、無償で給与されることになっている。ただし紛失・破損時には、各都道府県の教科書特約供給所や、教科書供給業者において所定の料金を払うことによって再び入手することが可能となっている。

### 教科用図書の採択
教科用図書の採択については、義務教育諸学校の教科用図書の無償措置に関する法律の規定に基づき、都道府県教育委員会が設定した採択地区ごとに採択することとなっている。

### 在外邦人への無償配布
日本国籍を持ち、一年以上海外に滞在するが日本へ帰国する予定があることを条件に、海外に住む小中学生にも無償で教科書が配布される。永住者や日系人には配布されない。ただし、日本人学校や補習授業校に通う子どもには、通常、国籍・居住ステイタスを問わず管轄の大使館や領事館から学校を通して配布される。
海外に配布される教科書は全世界共通で一種類しかない。日本国内で同じ教科書を使っている場合は、海外赴任時には新しく配布されないので持参しなければならない。
主な入手方法は、以下のとおり。
1. 出国前に海外子女教育振興財団（JOES）から受け取る。[2]
2. 現地の日本人学校・補習授業校の生徒は、入学・編入学・進級時に学校から受け取る。
3. 上記以外で配布条件を満たす者は、在留届と申込み書を提出して現地の大使館・領事館から受け取る。
4. 配布条件を満たさない場合は、OCS（Overseas Courier Service。海外新聞普及株式会社）などから実費で購入する。

## 教科用図書（教科書）の企業・業界団体

### 主な教科書発行者
一般社団法人教科書協会正会員事業者（2017年9月現在）
- 2 東京書籍（TOPPANホールディングス系、教科書出版の最大手。業界ガリバー。小・中学校用社会科・外国語科教科書ではトップシェア）
- 4 大日本図書（かつては、小・中学校用理科教科書ではトップシェアであった）
- 6 教育図書
- 7 実教出版（高等学校用教科書専業、実業高校向け、情報系に強み）
- 9 開隆堂出版（美術、図画工作、技術・家庭、英語を発行）
- 11 学校図書（数研出版系）
- 15 三省堂（小学校用（国語・書写）、中学校用（国語・英語）、高等学校用（国語・地歴・公民・理科・英語）を発行。）
- 17 教育出版（大日本印刷系、採択は北海道が大半。発行教科数は多いがシェア低い）
- 26 信州教育出版社
- 27 教育芸術社（音楽教科書専業で、かつトップシェア。執筆陣に作曲家が多い）
- 35 清水書院（高等学校用主体、公民系に強み）
- 38 光村図書出版（光村印刷系、小・中学校用国語教科書ではトップシェア）
- 46 帝国書院（地図および高等学校地理教科書でトップシェア）
- 50 大修館書店
- 61 新興出版社啓林館（小学校・中学校・高校の教科書を発行。理数系に強み）
- 81 山川出版社（高等学校用地歴科・公民科のみ発行。歴史系に強み。2025年4月に二宮書店を吸収し、地理に参入）
- 89 音楽之友社
- 104 数研出版（中学校用（数学）、高等学校用（数学・理科・英語・公民・国語・情報）教科書を発行。理数系に強み）
- 109 文英堂（高等学校用外国語科教科書が主体）
- 116 日本文教出版（美術、図画工作でトップシェア。1996年以降は中教出版(東京)の版権を継承。2009年以降、大阪書籍が発行していた教科書の版権も継承）
- 117 明治書院（高等学校用国語系専業）
- 143 筑摩書房
- 154 オーム社
- 172 旺文社（高等学校用英語のみ発行。教科書より英語の学習参考書に強み）
- 177 増進堂
- 178 農山漁村文化協会
- 179 学校法人東京電機大学（東京電機大学出版局）
- 183 第一学習社（高等学校用（国語・数学・英語・理科・地歴・公民・保健体育・家庭・情報）教科書を発行。国語・理科に強み）
- 190 東京法令出版
- 205 三友社出版
- 207 文教社
- 208 光文書院
- 212 桐原書店（高等学校用国語、外国語科教科書を発行）
- 218 京都書房
- 219 中央法規出版
- 220 フォーイン・スクリーンプレイ事業部
- 224 Gakken（旧・学研教育みらい。中学校・高等学校の保健体育が主体）…学習研究社（現・学研ホールディングス）から、検定教科書部門を吸収分割によって継承した出版社を直接の前身とする。
- 225 自由社（新規参入。扶桑社が「新しい歴史教科書をつくる会」との関係を解消したため同会と提携）
- 227 育鵬社（新規参入。「新しい歴史教科書をつくる会」から分裂した「教科書改善の会」の制作した歴史教科書を発行　扶桑社傘下）

- 229 学び舎（新規参入。中学校歴史のみ）
- 231 いいずな書店（新規参入。高等学校用外国語科教科書を発行）

#### その他
- 144 暁出版
- 174 コロナ社
- 181 東京点字出版所
- 182 日本ライトハウス
- 189 教育図書出版社
- 196 東京ヘレン・ケラー協会
- 201 海文堂出版
- 211 知研出版
- 216 視覚障害者支援総合センター
- 217 日本点字図書館
- 221 明成社（新規参入。日本会議系。上記の「つくる会」発行の教科書の高等学校向けともいえる版を発行）
- 226 CHEERS
- 228 山下明（大阪市立大学の学生が個人で執筆。高等学校電気基礎のみ。）
- 235 ケンブリッジ大学出版局

#### かつて存在した主な教科書発行者
ここでは、法人自体が消滅したケースと、教科書の発行を取りやめているものの法人として事業を継続しているケースを包括して列挙する。
- 3 大阪書籍
- 5 中教出版
- 8 実業之日本社
- 12 二葉
- 19 開拓社
- 23 修文館
- 37 好学社
- 39 富士教科書
- 57 日本書院
- 93 大阪教育図書
- 111 池田書店（2014年3月末に廃業）
- 112 一橋出版
- 130 二宮書店（高等学校用地理教科書、地図を発行。2025年4月に山川出版社に吸収合併され消滅、山川が事業を継承）
- 142 右文書院：2016年度末で教科書発行事業から撤退。2017年度より文英堂が同社の事業を承継。
- 195 日栄社
- 197 学習研究社（現・学研ホールディングス）：持株会社制移行に伴い、当該事業を学研教育みらい（現・Gakken）へ吸収分割により譲渡。
- 203 あゆみ出版
- 215 扶桑社（新規参入。「新しい歴史教科書をつくる会」が制作した歴史教科書を発行した）

### 教科書採択占有率

#### 2011年度小学校教科書採択占有率上位10社
1位 東京書籍（25.6%） 2位 光村図書（15.8%） 3位 教育出版（13.5%） 4位 日本文教出版（9.9%） 5位 新興出版社啓林館（9.3%）
6位 教育芸術社（7.4%） 7位 大日本図書（5.6%） 8位 開隆堂出版（5.2%） 9位 学校図書（4.1%） 10位 帝国書院（1.7%）
- 小学校向け検定教科書の発行会社は2011年度時点で15社ある（大阪書籍が撤退し、三省堂が新規参入）。

#### 2012年度中学校教科書採択占有率上位10社
1位 東京書籍（23.6%） 2位 光村図書（11.7%) 3位 新興出版社啓林館（10.6%) 4位 教育芸術社（10.4%) 5位 教育出版（9.1%)　
6位 開隆堂出版（7.7%） 7位 日本文教出版（6.6%） 8位 
帝国書院（6.2%） 9位 三省堂（4.1%） 10位 大日本図書（4.0%）
- 中学校向け検定教科書の発行会社は2012年度時点時点で18社ある（日本書籍新社が撤退し、数研出版、大修館書店、教育図書の3社が新規参入）。

#### 2013年度高等学校教科書採択占有率上位10社
1位 東京書籍（16.6%） 2位 数研出版（15.1%） 3位 実教出版（13.9%） 4位 第一学習社（11.3%） 5位 大修館書店（6.9%）
6位 新興出版社啓林館（5.9%） 7位 帝国書院（4.5%） 8位 三省堂（4.0%） 9位 山川出版社（3.5%） 10位 教育出版（2.8%）
- 高等学校向け検定教科書の発行会社は2013年度時点で44社あるが、上位10社合計での占有率は84.5%を占める。

### 教科書発行者の団体
- 一般社団法人教科書協会（教科書発行会社でつくる業界団体 ）
- 一般社団法人教科書著作権協会（JACTEX；教科書の著作権管理団体 ）
- 公益財団法人教科書研究センター（教科書発行会社でつくる調査研究機関。）
  - 教科書図書館（教科書研究センターが運営する図書館）

### 教科書供給の団体
- 教科書供給所 - 教科書特約供給所 - 教科書取次供給所
- 一般社団法人全国教科書供給協会（特約供給所の全国組織）